# Association d'amitié avec la Corée
L'Association d'Amitié avec la Corée, en anglais Korean Friendship Association (KFA), en coréen 조선과의 친선협회, est une association internationale, fondée en 2000 et dirigée par l'espagnol Alejandro Cao de Benós de Les y Pérez.
Son objectif est de créer des liens internationaux avec la république populaire démocratique de Corée (RPDC) et de défendre son indépendance. L'association est reconnue par le gouvernement nord-coréen et ses membres sont originaires de 120 pays.

## Liens
- Sites officiels : (en) www.korea-dpr.com et (es) www.kfaspain.es